# Dejan Ljubičić
Dejan Ljubičić (Wenen, 8 oktober 1997) is een Oostenrijks voetballer die doorgaans speelt als defensieve middenvelder. In 2017 maakte hij zijn professionele debuut in de Oostenrijkse Bundesliga namens Rapid Wien . In 2021 debuteerde hij tevens in het Oostenrijks nationaal elftal. Sinds juli 2025 is hij in dienst van Dinamo Zagreb.

## Clubcarrière
Ljubičić begon met voetballen bij Favoritner AC en werd in 2006 samen met zijn broer Robert opgenomen in de jeugdopleiding van Rapid Wien. Dat verhuurde hem in het begin van seizoen 2017/18 voor anderhalve maand aan SC Wiener Neustadt, waarna hij op 26 augustus 2017 debuteerde voor Rapid. Dat speelde die dag een wedstrijd in de Bundesliga tegen LASK. Hij had meteen een basisplaats, maar werd later vervangen door Stephan Auer omdat hij dreigde een tweede gele kaart te ontvangen. Ljubičić maakte tijdens de volgende speeldag zijn eerste goal voor Rapid Wien. Hij maakte toen uit bij Red Bull Salzburg in de zestigste minuut de openingstreffer. De wedstrijd eindigde in 2–2. Ljubicic debuteerde op 9 augustus 2018 in een Europees toernooi, in een kwalificatiewedstrijd voor de Europa League op het terrein van Slovan Bratislava. Die wedstrijd werd met 2–1 verloren. Op 13 december 2018 maakte hij zijn eerste doelpunt in Europees verband, in een met 1–0 gewonnen groepswedstrijd tegen Rangers FC. Ljubicic kwam vier jaar uit voor Rapid Wien, met als hoogtepunt een tweede plaats in seizoen 2020/21. Tegen Red Bull Salzburg was in die hele periode geen kruid gewassen.
Ljubičić verruilde Rapid Wien in juli 2021 transfervrij voor FC Köln.

## Clubstatistieken
| Seizoen                     | Club              | Competitie     | Competitie | Competitie | Beker | Beker | Internationaal | Internationaal | Totaal | Totaal |
| Seizoen                     | Club              | Competitie     | Wed.       | Dlp.       | Wed.  | Dlp.  | Wed.           | Dlp.           | Wed.   | Dlp.   |
| --------------------------- | ----------------- | -------------- | ---------- | ---------- | ----- | ----- | -------------- | -------------- | ------ | ------ |
| 2017/18                     | → Wiener Neustadt | 2. Liga        | 7          | 0          | –     | –     | –              | –              | 7      | 0      |
| 2017/18                     | Rapid Wien        | Bundesliga     | 28         | 3          | 4     | 0     | –              | –              | 32     | 3      |
| 2018/19                     | Rapid Wien        | Bundesliga     | 29         | 1          | 4     | 0     | 12             | 1              | 45     | 2      |
| 2019/20                     | Rapid Wien        | Bundesliga     | 22         | 2          | 1     | 0     | –              | –              | 23     | 2      |
| 2020/21                     | Rapid Wien        | Bundesliga     | 24         | 0          | 2     | 0     | 5              | 1              | 31     | 1      |
| 2021/22                     | FC Köln           | Bundesliga     | 30         | 3          | 2     | 0     | –              | –              | 32     | 3      |
| 2022/23                     | FC Köln           | Bundesliga     | 27         | 5          | 1     | 1     | 5              | 2              | 33     | 8      |
| 2023/24                     | FC Köln           | Bundesliga     | 26         | 0          | 1     | 0     | –              | –              | 27     | 0      |
| 2024/25                     | FC Köln           | Bundesliga     | 27         | 4          | 3     | 1     | –              | –              | 30     | 5      |
| 2025/26                     | Dinamo Zagreb     | SuperSport HNL | 0          | 0          | 0     | 0     | 0              | 0              | 0      | 0      |
| Totaal                      | Totaal            | Totaal         | 220        | 19         | 17    | 2     | 22             | 4              | 258    | 23     |
| Bijgewerkt tot 20 juli 2025 |                   |                |            |            |       |       |                |                |        |        |

## Interlandcarrière
Ljubicic maakte deel uit van vrijwel alle Oostenrijkse nationale jeugdselecties vanaf Oostenrijk –17. Hij nam met Oostenrijk –21 deel aan het EK –21 van 2019. Ljubicic debuteerde op 9 oktober 2021 in het Oostenrijks voetbalelftal. Bondscoach Franco Foda let hem toen een klein kwartier voor tijd invallen tijdens een WK-kwalificatiewedstrijd tegen de Faeröer. Ljubicic maakte op 15 november 2021 zijn eerste doelpunt voor de nationale ploeg. Hij schoot Oostenrijk toen op 4–1 in een WK-kwalificatiewedstrijd tegen Moldavië. Dat was ook de eindstand.

## Erelijst
| Kampioen 2. Bundesliga | 1x | 2024/25 |